# Harold Delos Babcock
Harold Delos Babcock, ameriški astronom, * 24. januar 1882, Edgerton, Wisconsin, ZDA, † 8. april 1968, Pasadena, Kalifornija, ZDA.

## Življenje in delo
Babcock je največ raziskoval na področju spektroskopije Sonca. Leta 1962 je objavil sodobno teorijo o nastanku Sončevih peg. Pojasnil je, da imajo mnoge zvezde močna magnetna polja. To delo je opravil na observatorijih na Mt. Wilsonu in Mt. Palomarju. Njegov delovni postopek lahko odkriva obstoj magnetnega polja samo v posebnih razmerah. Če bi na primer iz velike razdalje opazovali Sonce, ne bi po njegovem postopku odkrili na njem magnetnih polj. Zato ni vedno jasno ali imajo vse zvezde močna magnetna polja.
Izdelal je karto porazdelitve magnetnega polja čez Sončevo površino.

## Priznanja

### Nagrade
Leta 1953 je prejel Medaljo Bruceove. Tudi njegov sin Horace Welcome je bil astronom.

### Poimenovanja
Asteroid 3167 Babcock se imenuje po obeh astronomih, Haroldu in sinu Horaceu. Prav tako se po Haroldu imenuje krater Babcock na Luni.